# Glorieta (Nou Mèxic)
Glorieta és una concentració de població designada pel cens dels Estats Units a l'estat de Nou Mèxic. Segons el cens del 2000 tenia 859 habitants.

## Demografia
Segons el cens del 2000, Glorieta tenia 859 habitants, 315 habitatges, i 223 famílies. La densitat de població era de 26,5 habitants/km².
Dels 315 habitatges en un 34% hi vivien nens de menys de 18 anys, en un 52,4% hi vivien parelles casades, en un 13% dones solteres, i en un 29,2% no eren unitats familiars. En el 19,7% dels habitatges hi vivien persones soles el 2,2% de les quals corresponia a persones de 65 anys o més que vivien soles. El nombre mitjà de persones vivint en cada habitatge era de 2,59 i el nombre mitjà de persones que vivien en cada família era de 3.
Per edats la població es repartia de la següent manera: un 25,7% tenia menys de 18 anys, un 5,6% entre 18 i 24, un 31,4% entre 25 i 44, un 28,3% de 45 a 60 i un 9% 65 anys o més.
L'edat mediana era de 38 anys. Per cada 100 dones de 18 o més anys hi havia 96,9 homes.
La renda mediana per habitatge era de 36.250 $ i la renda mediana per família de 46.429 $. Els homes tenien una renda mediana de 34.432 $ mentre que les dones 31.625 $. La renda per capita de la població era de 19.564 $. Aproximadament el 7,7% de les famílies i el 16,4% de la població estaven per davall del llindar de pobresa.

## Poblacions més properes
El següent diagrama mostra les poblacions més properes.